# Azygia robusta
Azygia robusta är en plattmaskart. Azygia robusta ingår i släktet Azygia och familjen Azygiidae. Inga underarter finns listade i Catalogue of Life.